# La Barquera (l'Estany)

La Barquera, respecte del terme de l'Estany

La Barquera és un paratge de camps de conreu del terme municipal de l'Estany, a la comarca del Moianès.
Està situat a la part central del terme municipal, a migdia del nucli urbà de l'Estany. És a ponent de la carretera C-59, al nord del Camp Gran i a ponent del Camp de les Pedres. És al peu del vessant est del Serrat de la Creu, a migdia del Camp d'Eulària.